# 美洲原住民

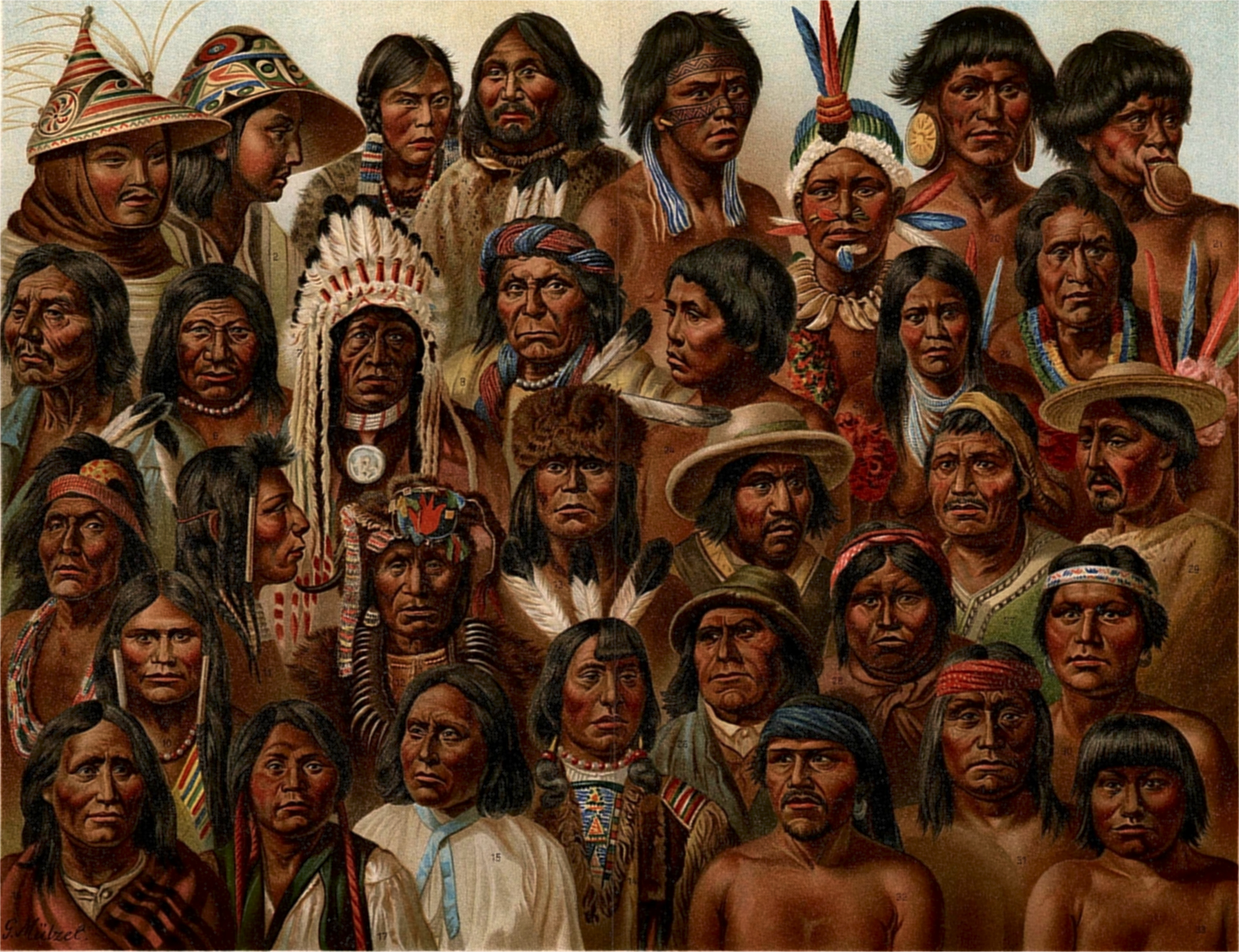
多个美洲原住民族群画像

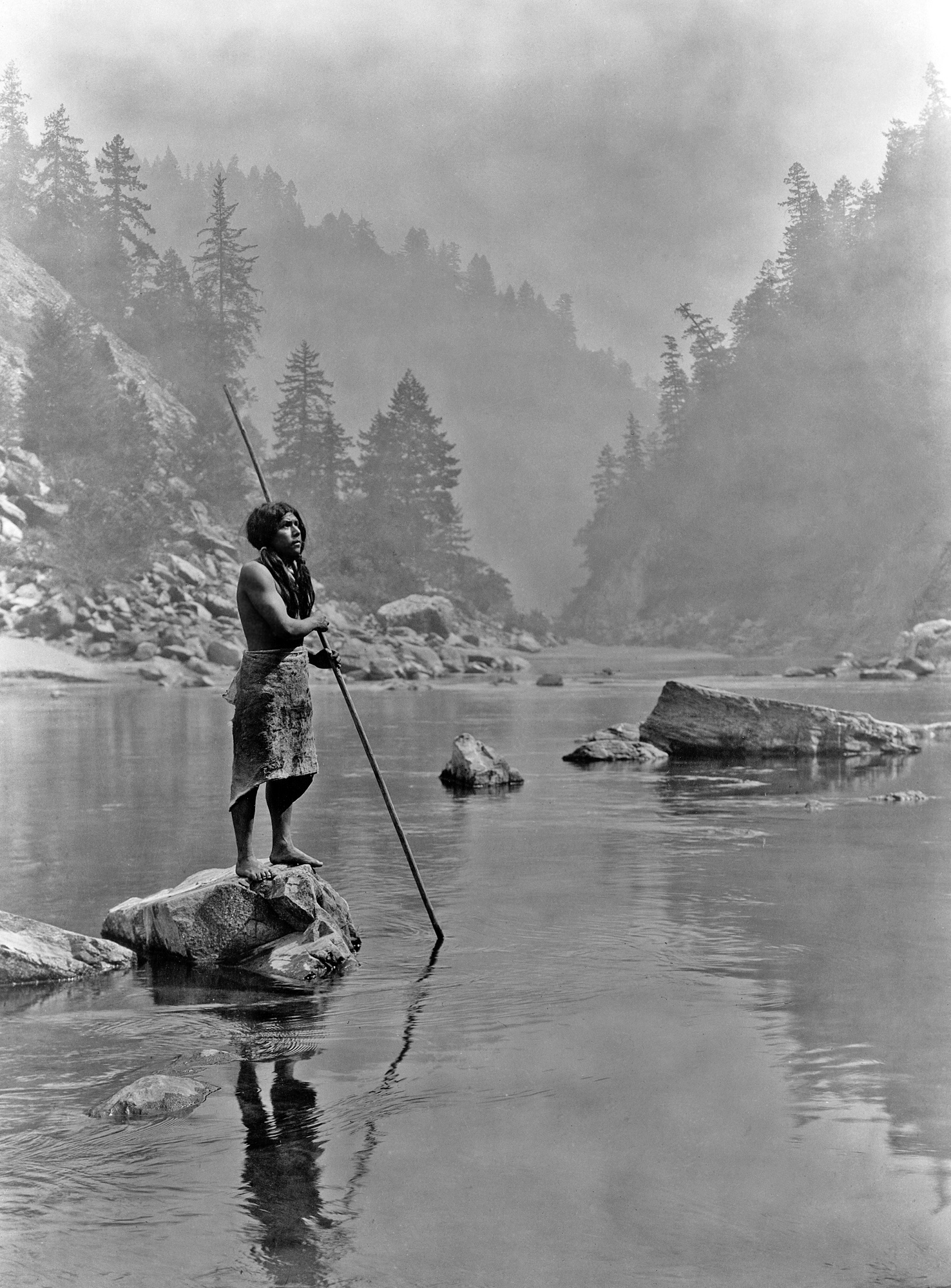
美洲原住民

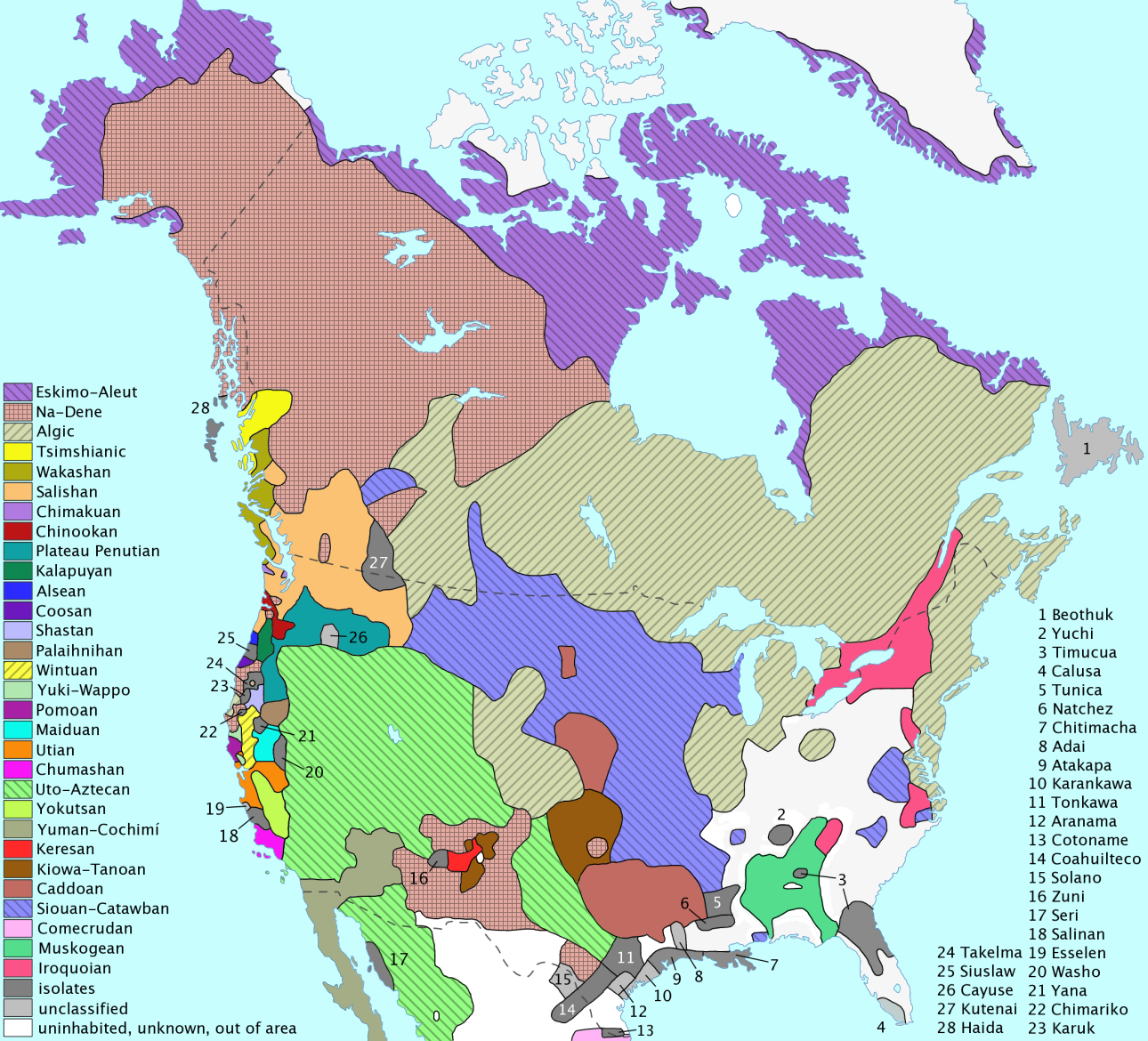
各原住民語系的分佈

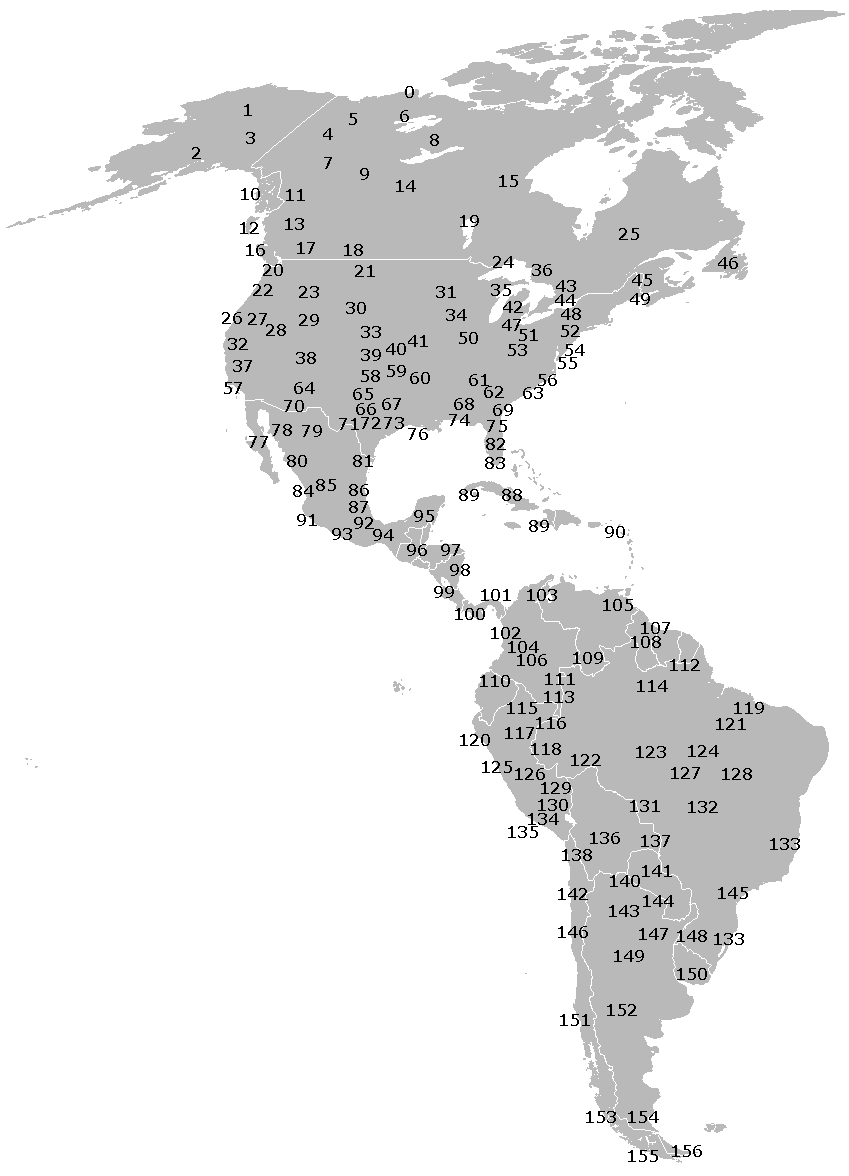
民族分佈

美洲原住民（Indigenous peoples of the Americas），亦稱美洲土著民族，泛指歐洲殖民時期前便定居於美洲大陸及其周邊島嶼的各族群及其後裔。這些族群在前哥倫布時期已形成複雜的社會體系，其分佈範圍涵蓋北美洲、中美洲、南美洲及加勒比地區。根據世界概況數據，當代原住民在格陵蘭佔總人口89%，在玻利維亞與危地馬拉則分別佔41%與43.8%，接近半數。
遺傳學與考古學研究顯示，美洲原住民祖先主要於末次冰盛期（約1.5萬至2萬年前）經白令陸橋自西伯利亞遷徙至美洲，屬古西伯利亞人直系後裔。在殖民前時期，美洲存在逾2000種原住民語言，分屬數十個語系，其中克丘亞語、艾馬拉語、瓜拉尼語、納瓦特爾語及部分瑪雅語言至今仍有數百萬使用者，並獲玻利維亞、秘魯、巴拉圭等國列為官方語言。
社會結構方面，美洲原住民發展出多元政治形態，包括城邦（如特諾奇提特蘭）、酋邦（如穆伊斯卡）、王國（如奇布查）及帝國（如印加帝國與阿茲特克帝國）。這些文明在工程、天文學（瑪雅曆法）、數學（瑪雅數字）、農業（三姊妹農耕）等領域成就顯著。經濟活動從亞馬遜盆地的狩獵採集，到安第斯山脈的梯田農業與北美大平原的野牛狩獵，呈現高度多樣性。
16世紀歐洲殖民後，原住民人口因美洲大瘟疫、戰爭與強制同化政策銳減，據估計從5,000萬至1億下降90%。當代社會中，梅斯蒂索人（歐洲與原住民混血）在多数拉丁美洲國家構成主體人口，但僅有保持文化認同或使用原住民語言者被統計為原住民。21世紀以來，隨着原住民權利運動興起，自我認同為原住民的人口比例在墨西哥、智利等國顯著上升。
現今美洲原住民面臨土地權、語言復興等挑戰，亞馬遜雨林部分與世隔絕部落更面臨生存危機。國際社會通過《聯合國原住民權利宣言》等文件保障其權益，而玻利維亞等國已實現原住民政治參與的制度化。

## 名稱
美洲原住民在15世紀末之前本來並沒有統一的稱法。1492年意大利航海家克里斯多福·哥倫布航行至美洲時，誤以為所到之處為印度，因此將此地的原住民稱作「印度人」（西班牙語：「indios」），後人雖然發現了錯誤，但是原有稱呼已經普及，所以英語和其他歐洲語言中稱印地安人為「西印度人」，在必要時為了區別，稱真正的印度人為「東印度人」。漢語翻譯時直接把「西印度人」這個單詞翻譯成「印第安人」或「印地安人」，免去了混淆的麻煩，到目前仍為最普及的用法。20世紀，許多美洲國家美洲原住民的地位有了明顯改善，一些政府機構或民間組織開始對「印第安人」這一名稱進行正名，比如在加拿大被稱為「第一民族」等等。

## 歷史

### 遷移
原始人遷移到美洲的精確時間和方式，目前學術界仍有爭議。但從目前的考古和基因證據所見，北美洲和南美洲為人類最遲抵達的大陸。約在50,000至17,000年前威斯康辛冰期（Wisconsin glaciation），海面下降了大約130至160公尺，水深只有幾十米的白令海峽袒露出了一座陸橋，連接起了亞洲東北部（楚科奇）和美洲西北部（阿拉斯加），成為亞、美兩洲的天然通道。推測當時以獵取猛獁、鹿類為生的古西伯利亞狩獵採集者穿過白令陸橋來到了美洲，成為美洲人的祖先。阿拉斯加之所以成為冰河避難所，很可能是因為降雪量低。而勞倫太冰蓋當時覆蓋了大部份北美洲，這些史前時代人類很可能被困在阿拉斯加達數千年之久。直至大約16,500年前冰川開始融化，才允許人們向東、南方移動進入今加拿大。科學家相信，這些人尾隨著更新世巨型動物群穿過勞倫太和科迪勒拉冰蓋之間的無冰走廊進入今美國本土各地，並一路向南移。
另一條進入美洲的路徑很可能是沿北太平洋海岸从北美洲西北海岸向南，一路去到南美洲（陆上步行或近海划船）。考古證據顯示，在上一次冰河時期後，海面上升了120公尺。

### 人口銳減
16世紀後入侵美洲的歐洲殖民者帶給當地美洲原住民是毀滅性的災難。如今，拉丁美洲原住民的混血后代麦士蒂索人，大多为歐洲殖民者与当地土著的后代。而北美的美洲原住民被赶入印第安保留地。
在欧洲人入侵前，美洲原住民总数已經達到了1千万至1亿(具体数字不确定)，和歐洲殖民者的戰爭及其引入的外來流行性疾病是造成绝大多数美洲原住民死亡的主要原因。在那之前，欧洲人已对很多流行疾病有着免疫力，而美洲原住民却没有接触过这些病毒（如天花），对美洲原住民造成毁灭性影响；同时，只存在于美洲而旧大陆人从未接触过的病毒，旧大陆人对此没有抵抗力（如梅毒），同样传染到整個旧大陆。

### 遺傳現況
儘管今天的美洲原住民大多都是混血，但仍然能夠在一些人口稀少、瀕臨消失的未接觸部落中尋找原始美洲人的遺傳證據，以進行相關的研究。
在 Patrick Tierney 所著的 Darkness in El Dorado 書中指出，原始部落居民不斷被現代外來文明侵擾，成為了礦工或被傳教士欺騙引誘等。亞馬遜河流域的原始部落不僅人口數稀少，也面臨巴西政府的開疆計劃，壓迫其生存空間，隨著巴西軍隊的駐紮，不守規矩的士兵與部落婦女有染生下麥士蒂索人，並可能傳播現代人的疾病。

## 農業
美洲原住民所培育出的玉米、馬鈴薯、番薯、木薯、鳳梨、辣椒、番茄、菸草、古柯、可可、藜麥、火龍果、西番蓮、黑蕓豆、棉豆、花生、番荔枝、番石榴、芡歐鼠尾草、南瓜、香莢蘭、草莓等作物在15世紀後散播到全世界，對全球現代社会影響深遠。

## 文化
美洲原住民經過兩萬多年的分化和發展，產生了許多不同的民族和語言。在歷史上美洲原住民曾建立過多個帝國，其中最發達的有中美洲的阿茲提克帝國和南美洲的印加帝國。美洲原住民中的瑪雅人發明了瑪雅文字，對天文學的研究造詣也相當深入。
然而，自西方開始殖民美洲後，美洲原住民人數銳減，大多文明現已多數沒落。而且由於西方殖民者對於原住民文化的迫害、殺戮和毀滅，致使現在殘存的古代文明材料也已經不多。目前，對於美洲原住民文化的研究越來越引起考古界的關注，美洲各國亦開始大力發掘古代原住民文化。
另外，美洲原住民曾被誤認為是紅種人，因為他們的皮膚經常是紅色的，後來才知道這些是歐洲人對美洲原住民赭面（面部塗紅顏料）習俗的誤解。
知名美洲原住文明有如下
- 霍普韋爾文化
- 瑪雅人
- 阿茲特克人
- 印加人
- 查文文化

## 基因

美洲原住民的祖源與遷徙路徑。

目前有關美洲原住民的遺傳學研究，包含了對Y染色體單倍群（Y-DNA haplogroup）和線粒體單倍群（mtDNA haplogroup）的研究。Y-DNA由父親傳給兒子，mtDNA則由母親傳給兒女。常染色體「atDNA」標記亦會被用作研究，但有別於mtDNA和Y-DNA，它們會顯著地混合，主要是用於量度和比較整個基因組中來自不同大陸族群的基因混合比例和相關的種群瓶頸。
目前的科學研究，認為美洲原住民是古西伯利亞人的直系後裔，古西伯利亞人是由早期東亞人與北歐亞人混合形成。
美洲原住民的DNA與歐亞大陸人有著緊密關係，尤其是西伯利亞人如凯特人、塞爾庫普人、楚科奇人、科里亞克人等民族父系單倍群與美洲原住民相近。人類學家普遍同意美洲原住民的祖先最早生活在葉尼塞河以東一帶，此地區目前亦為最大比率的單倍群Q-M242攜帶者凯特人（92.8%）的聚居地。
在父系血緣上，美洲原住民男性的Y染色體主要屬於單倍群Q（源自古西伯利亞人，在歐亞大陸上常見於西伯利亞人、土庫曼人、阿卡人等）、亦有少部分為單倍群C2a（來自新西伯利亞人，是哈薩克人、蒙古人、通古斯人的常見父系）。
另外受到與歷史時期歐洲人通婚的影響，使現代美洲原住民亦混有單倍群R1（歐洲人的主要單倍群）。
但也有少數一些民族例外，如加拿大的奇佩瓦揚人有62.5%男性屬於單倍群P1（這個單倍群為Q和R的共同祖先，見於西伯利亞舊石器時代的考古遺址。但罕見於其他歐亞大陸人。）。
以下為目前所知的美洲原住民男性的Y-DNA單倍群分佈：
| 族群          | 語言                 | 地區                 | n   | 單倍群C百份比 | 單倍群Q百份比 | 單倍群R1百份比 | 其他單倍群百份比                                                       | 參考文獻       |
| ------------- | -------------------- | -------------------- | --- | ------------- | ------------- | -------------- | ---------------------------------------------------------------------- | -------------- |
| 阿爾岡昆人    | 阿爾吉克語系         | 北美洲東北部         | 155 | 7.7           | 33.5          | 38.1           | 20.6                                                                   | Bolnick 2006   |
| 阿帕奇族      | 納－德內語系         | 美國西南部           | 96  | 14.6          | 78.1          | 5.2            | 2.1                                                                    | Zegura 2004    |
| 阿薩巴斯卡人  | 納－德內語系         | 北美洲西部           | 243 | 11.5          | 70.4          | 18.1           |                                                                        | Malhi 2008     |
| 切羅基人      | 易洛魁語系           | 美國東南部           | 30  |               | 50.0          | 46.7           | 3.3                                                                    | Malhi 2008     |
| 夏延族        | 阿爾吉克語系         | 美國                 | 44  | 16            | 61            | 16             | 7                                                                      | Zegura 2004    |
| 奇布恰人      | 奇布恰語系           | 巴拿馬               | 26  |               | 100           |                |                                                                        | Zegura 2004    |
| 奇佩瓦揚族    | 納－德內語系         | 加拿大               | 48  | 6             | 31            |                | P1（xQ） 62.5%。但另有研究鑒定為R（xR2）或R1b，科學家目前還在爭論中 .) | Bortoloni 2003 |
| 歐及布威族    | 阿爾吉克語系         | 北美洲東部           | 97  | 4.1           | 15.9          | 50.5           | 29.9                                                                   | Bolnick 2006   |
| 多格里布族    | 納－德內語系         | 加拿大               | 37  | 35.1          | 45.9          | 8.1            | 10.8                                                                   | Dulik 2012     |
| 節人          | 節語系               | 巴西                 | 51  |               | 92            | 8              |                                                                        | Bortoloni 2003 |
| 瓜拉尼人      | 圖皮語系             | 巴拉圭               | 59  |               | 86            | 9              | 5                                                                      | Bortoloni 2003 |
| 印加人        | 克丘亞語系           | 祕魯                 | 11  |               | 78            | 11             | 11                                                                     | Bortoloni 2003 |
| 因紐特人      | 愛斯基摩－阿留申語系 | 美洲北極地帶         | 60  |               | 80.0          | 11.7           | 8.3                                                                    | Zegura 2004    |
| 因紐維特人    | 愛斯基摩－阿留申語系 | 加拿大               | 56  | 1.8           | 55.1          | 33.9           | 8.9                                                                    | Dulik 2012     |
| 瑪雅人        | 瑪雅語系             | 中美洲               | 71  |               | 87.3          | 12.7           |                                                                        | Zegura 2004    |
| 墨西人        | 墨西-索克語族        | 墨西哥               | 12  |               | 100           |                |                                                                        | Zegura 2004    |
| 墨西特克人    | 歐托-曼格語系        | 墨西哥               | 28  |               | 93            | 7              |                                                                        | Zegura 2004    |
| 穆斯科吉人    | 穆斯科吉語系         | 美國東南部           | 36  | 2.8           | 75            | 11.1           | 11.1                                                                   | Bolnick 2006   |
| 納瓦人        | 猶他－阿茲特克語系   | 墨西哥               | 17  |               | 94            |                | 6                                                                      | Malhi 2008     |
| 納瓦荷人      | 納－德內語系         | 美國西南部           | 78  | 1.3           | 92.3          | 2.6            | 3.8                                                                    | Zegura 2004    |
| 托荷洛奧登族  | 猶他－阿茲特克語系   | 美國東南部           | 13  |               | 61.5          | 38.5           |                                                                        | Malhi 2008     |
| 塞米諾爾人    | 穆斯科吉語系         | 北美洲東部           | 20  |               | 45.0          | 50.0           | 5.0                                                                    | Malhi 2008     |
| 蘇族          | 蘇語系               | 北美洲中部           | 44  | 11            | 25            | 50             | 14                                                                     | Zegura 2004    |
| 塔納納族      | 阿爾吉克語系         | 北美洲西北部         | 12  | 42            | 42            | 8              | 8                                                                      | Zegura 2004    |
| 提庫納人      | 提庫納-由里語系      | 亞馬遜盆地西部       | 33  |               | 100           |                |                                                                        | Bortoloni 2003 |
| 特林吉特族    | 阿爾吉克語系         | 北美洲太平洋西北地區 | 11  | 18            | 82            |                |                                                                        | Dulik 2012     |
| 圖皮–瓜拉尼人 | 圖皮語系             | 巴西                 | 54  |               | 100           |                |                                                                        | Bortoloni 2003 |
| 瓦勞人        | 瓦勞語（為孤立語）   | 加勒比               | 12  |               | 100           |                |                                                                        | Bortoloni 2003 |
| 瓦尤人        | 阿拉瓦克語族         | 瓜希拉半島           | 25  | 8             | 36            | 44             | 12                                                                     | Zegura 2004    |
| 雅瓜人        | 佩巴-雅瓜語系        | 秘魯                 | 7   |               | 100           |                |                                                                        | Bortoloni 2003 |
| 尤帕族        | 加勒比語系           | 哥倫比亞             | 12  |               | 100           |                |                                                                        | Bortoloni 2003 |
| 薩波特克族    | 歐托-曼格語系        | 墨西哥               | 16  |               | 75            | 6              | 19                                                                     | Zegura 2004    |
| 鍚努人        | 已滅絕               | 哥倫比亞             | 30  |               | 81            |                | 19                                                                     | Bortoloni 2003 |

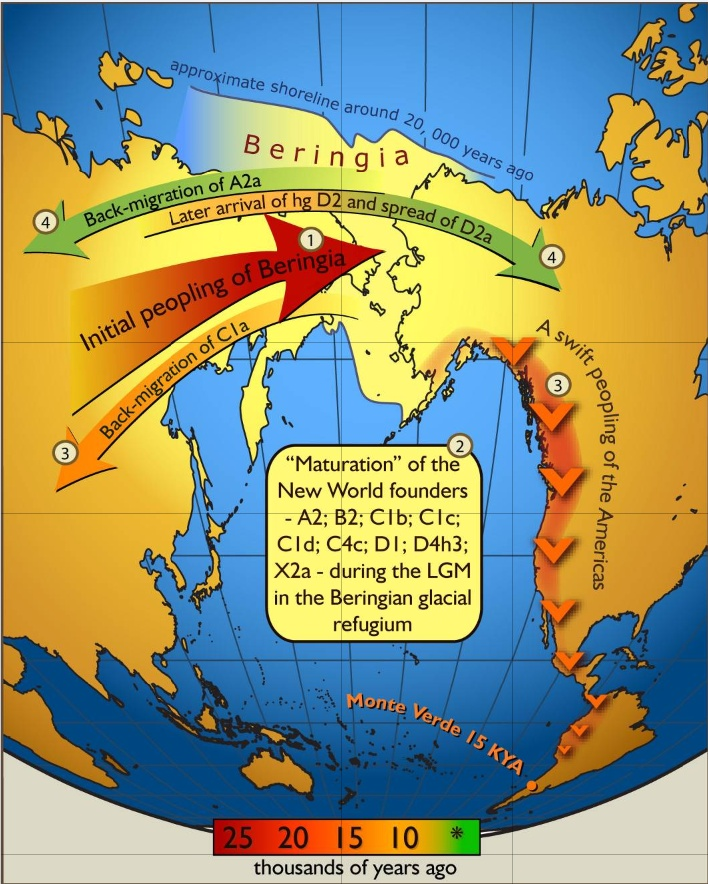
自25000年前起從白令利亞往返亞洲和美洲的母系血統（mtDNA）流動圖

在母系血緣方面，美洲原住民最主要的mtDNA單倍群為常見於東亞人的A、B、C、D。這四個高頻率出現在美洲原住民身上的單倍群都是被認為在西伯利亞南部的阿爾泰-貝加爾地區一帶衍生出來的。部份美洲原住民族群所屬的mtDNA單倍群C和D的分支則與蒙古人、赫哲人、日本人、韓國人和阿伊努人最為接近。
1996年7月，肯纳威克人在华盛顿州肯纳威克市哥伦比亚河畔被发现，據碳同位素分析，其年龄在距今8900至9000年左右，根據科学家的研究，肯纳威克人的颅骨和现代美洲原住民的颅骨不同，肯纳威克人外貌更接近波利尼西亚人或是日本阿伊努人，然而後來的基因测序表明，肯纳威克人和现代北美原住民居民的联系比与其他人种之间的联系更为密切。
丹麦哥本哈根大学人类遗传学家艾斯克·威勒斯列夫（Eske Willerslev）博士，在2013年11月20日的《自然》杂志上提出了新見解：西伯利亚中东部地区在1920年代發現的2.4萬年前的“玛尔塔小孩”（The Mal'ta Child），所属的族群来自欧洲，却为美洲原住民贡献了14%～38%的基因组。玛尔塔小孩所属的部落最早是从欧洲迁徙而来，并在西伯利亚遇到了另一支来自东亚的族群，两者发生了大量基因交流。
科學家在分析6號染色體上的人類白細胞抗原HLA I、HLA II，以及HLA-A、HLA-B和HLA-DRB1的基因頻率後，發現生活在日本北部和俄羅斯東南部的阿伊努人與部份的美洲原住民有關，特別是美國、加拿大西岸的特林吉特人。科學家推測，阿伊努人和這些美洲原住民的主要祖先可以追溯到舊石器時代的南西伯利亞族群上。
最新的基因研究發現波利尼西亞人早在前哥倫布時期就已經和南美原住民有所接觸，並且發生了基因交流。

## 图集

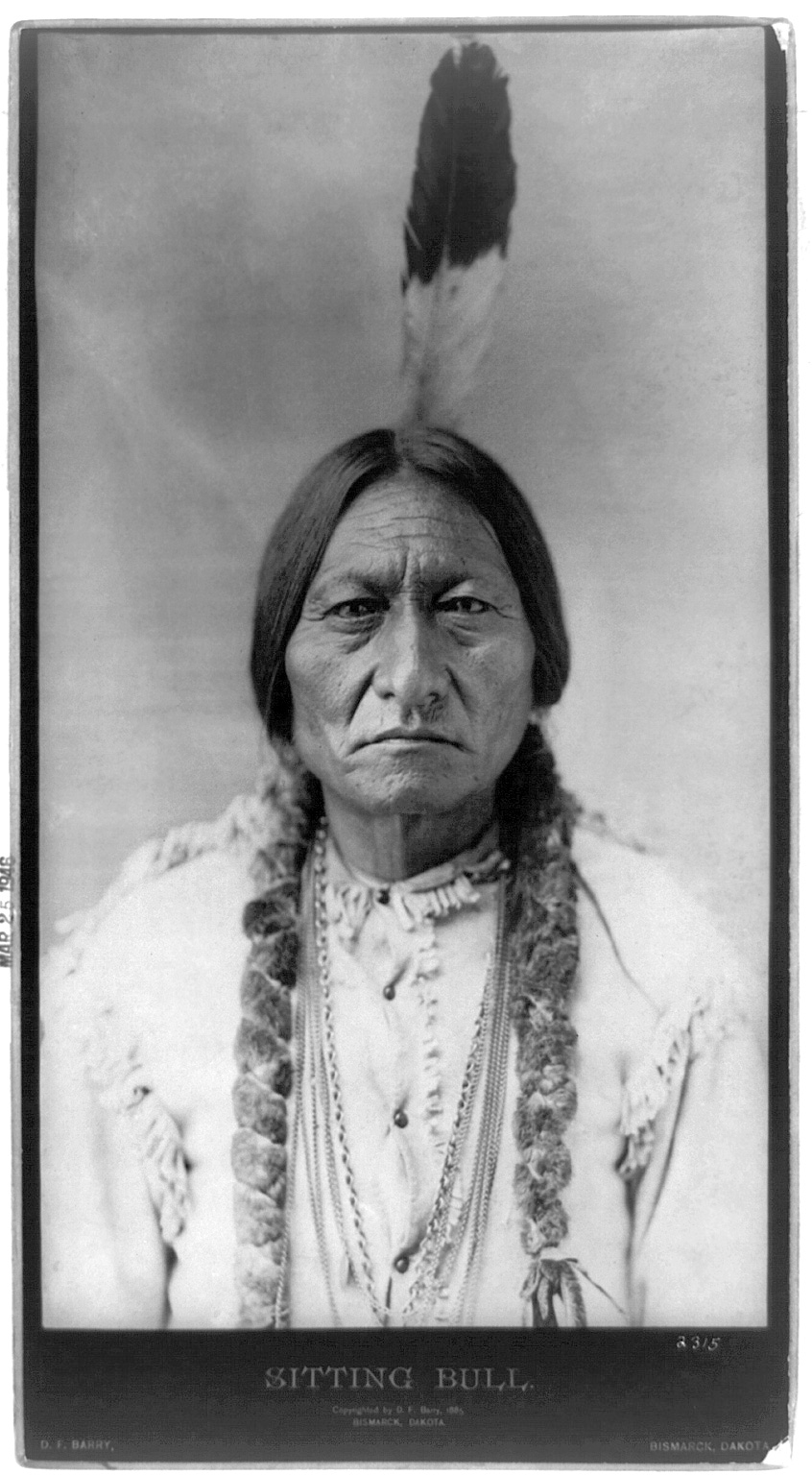
坐牛，拉科塔人酋長之一，攝於1885年
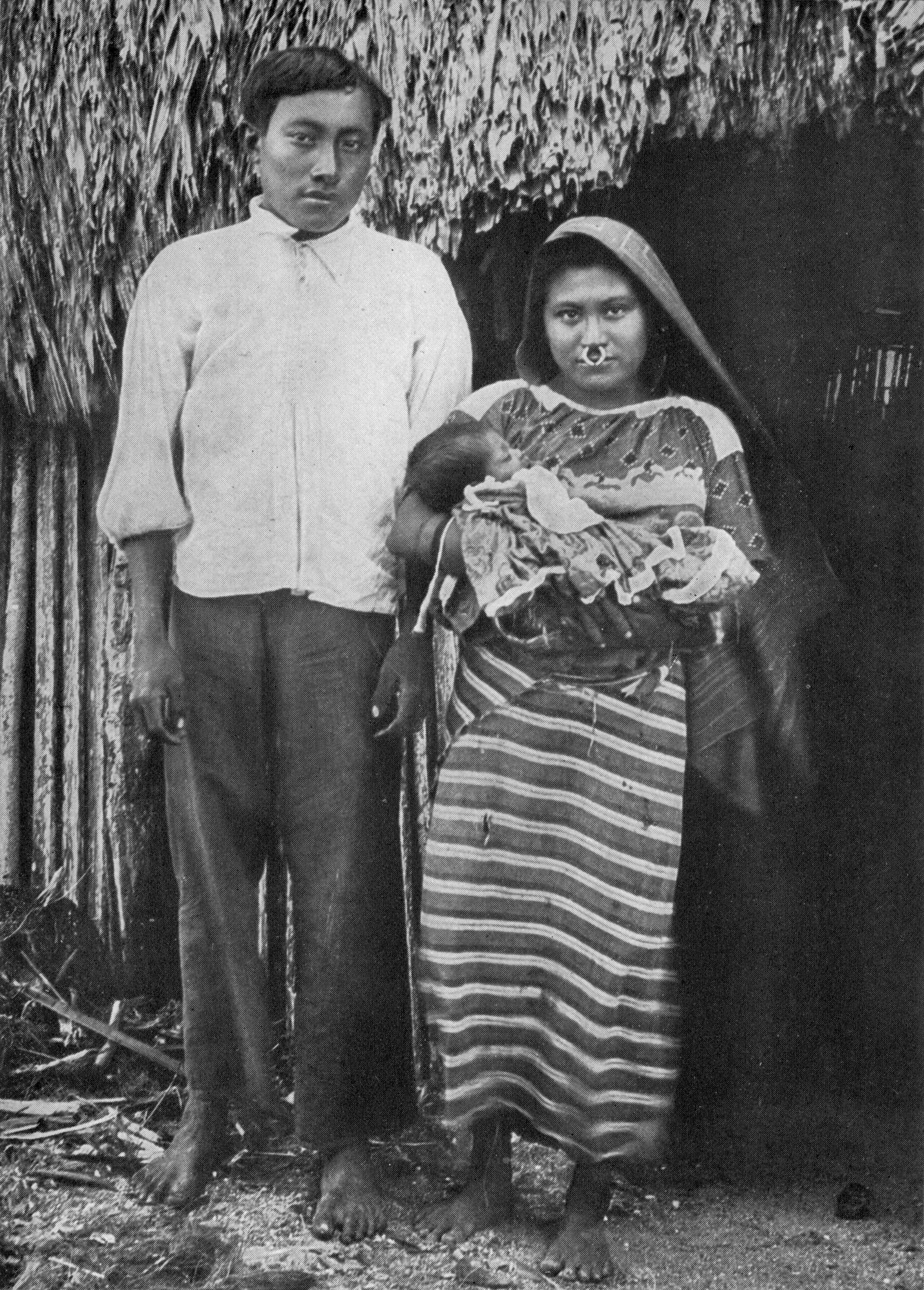
印第安母親和孩子
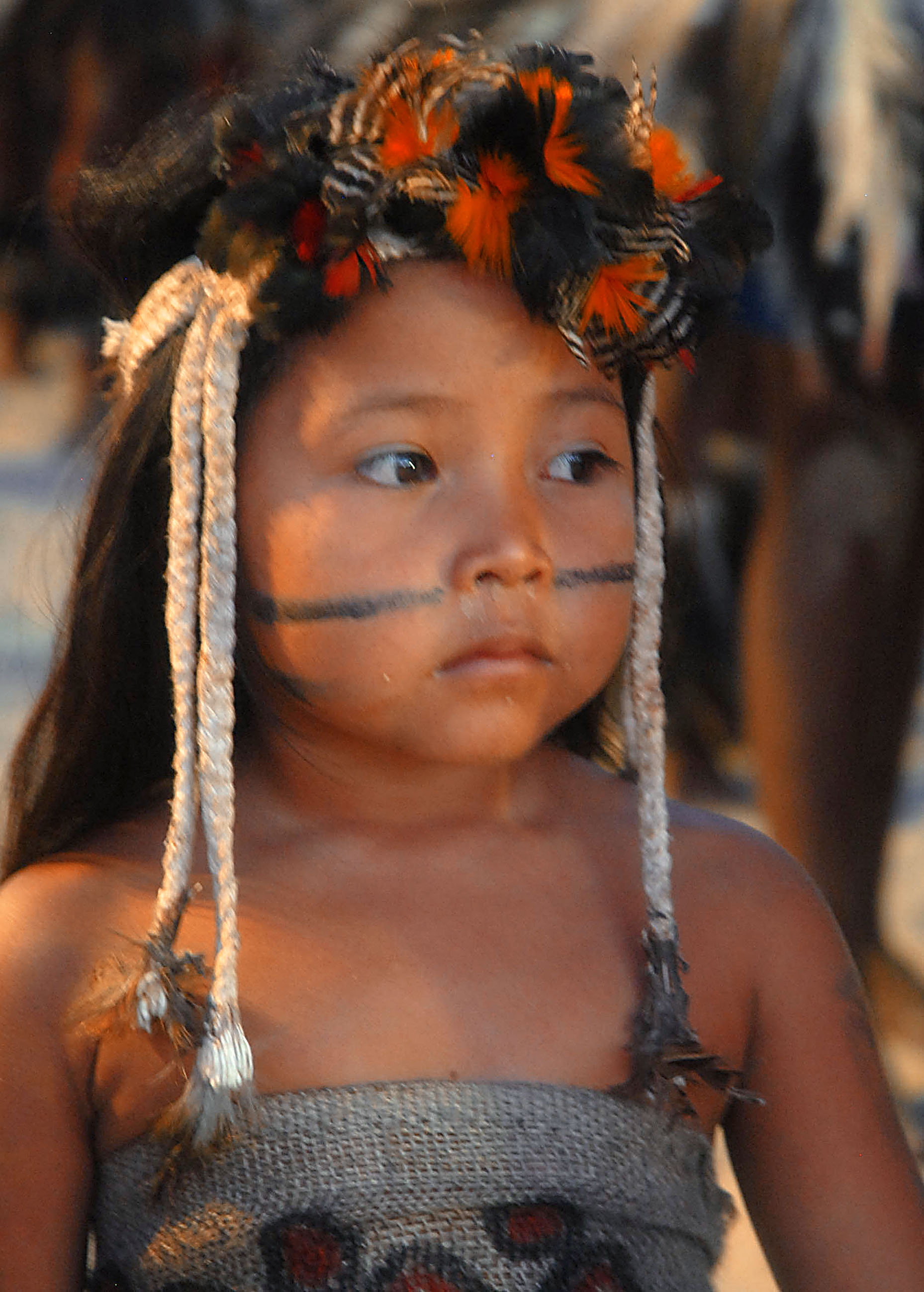
特雷纳族女孩
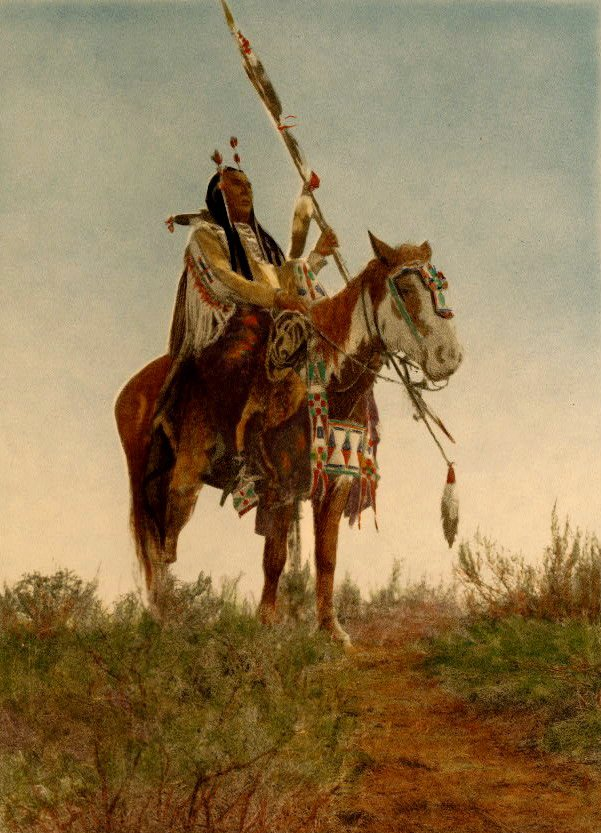
酋長服裝
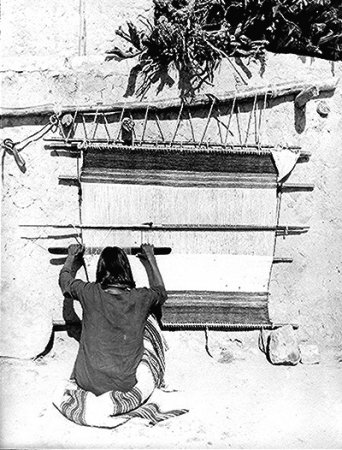
在亞里桑那東北邊境內的霍皮族男子正利用傳統方法編織布匹
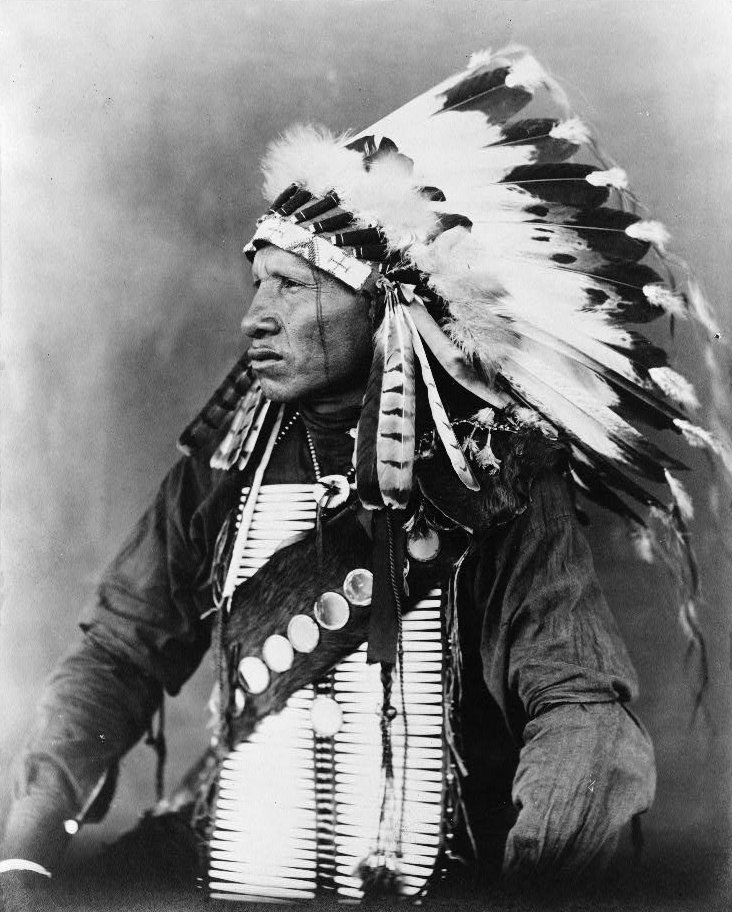
北美洲中部的蘇族传统服飾
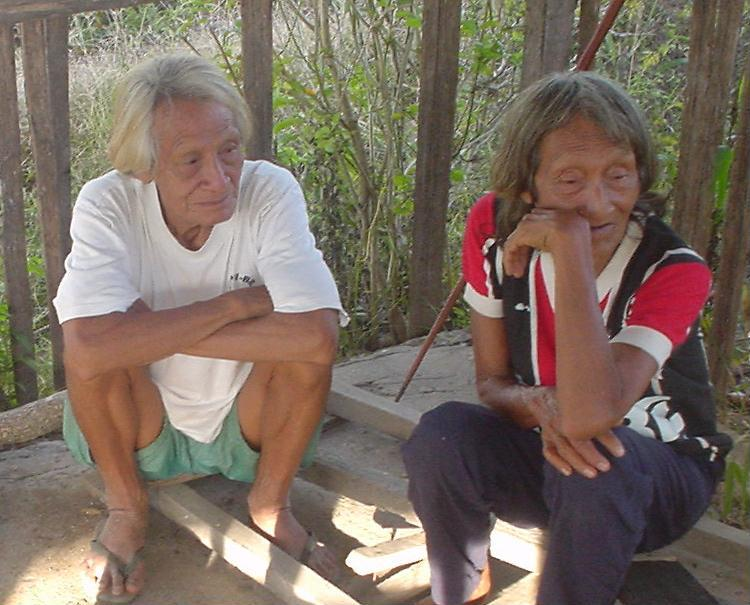
Ape&Joonare
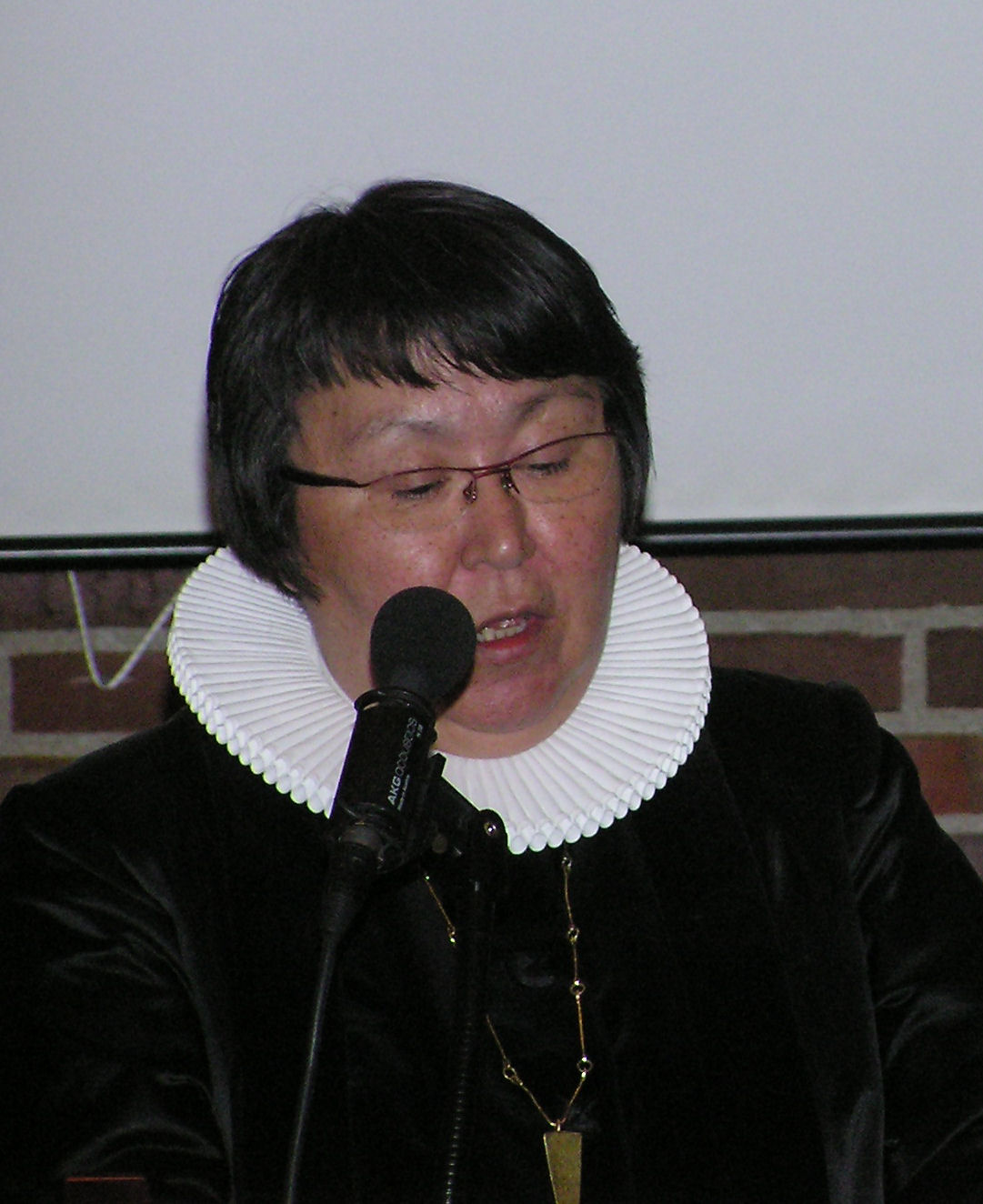
格陵蘭島路德宗主教Sofie Petersen
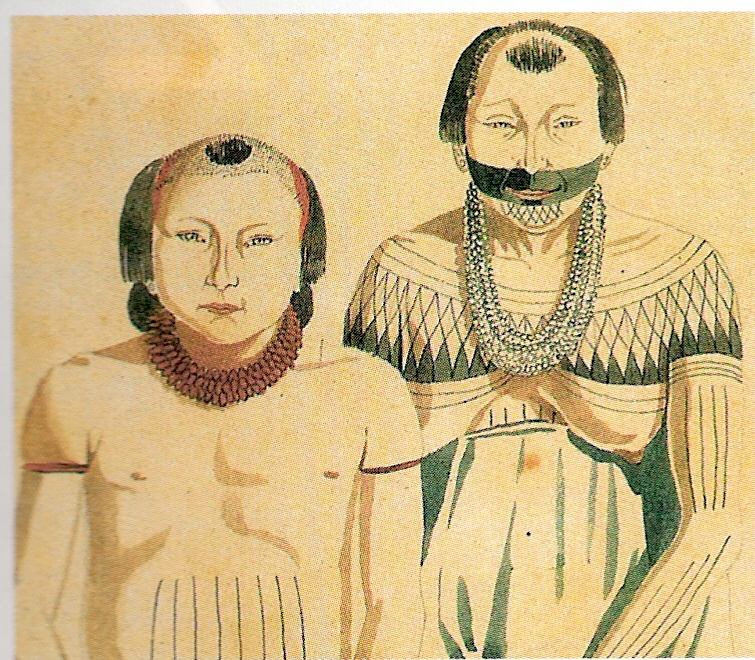
Indios munduruku
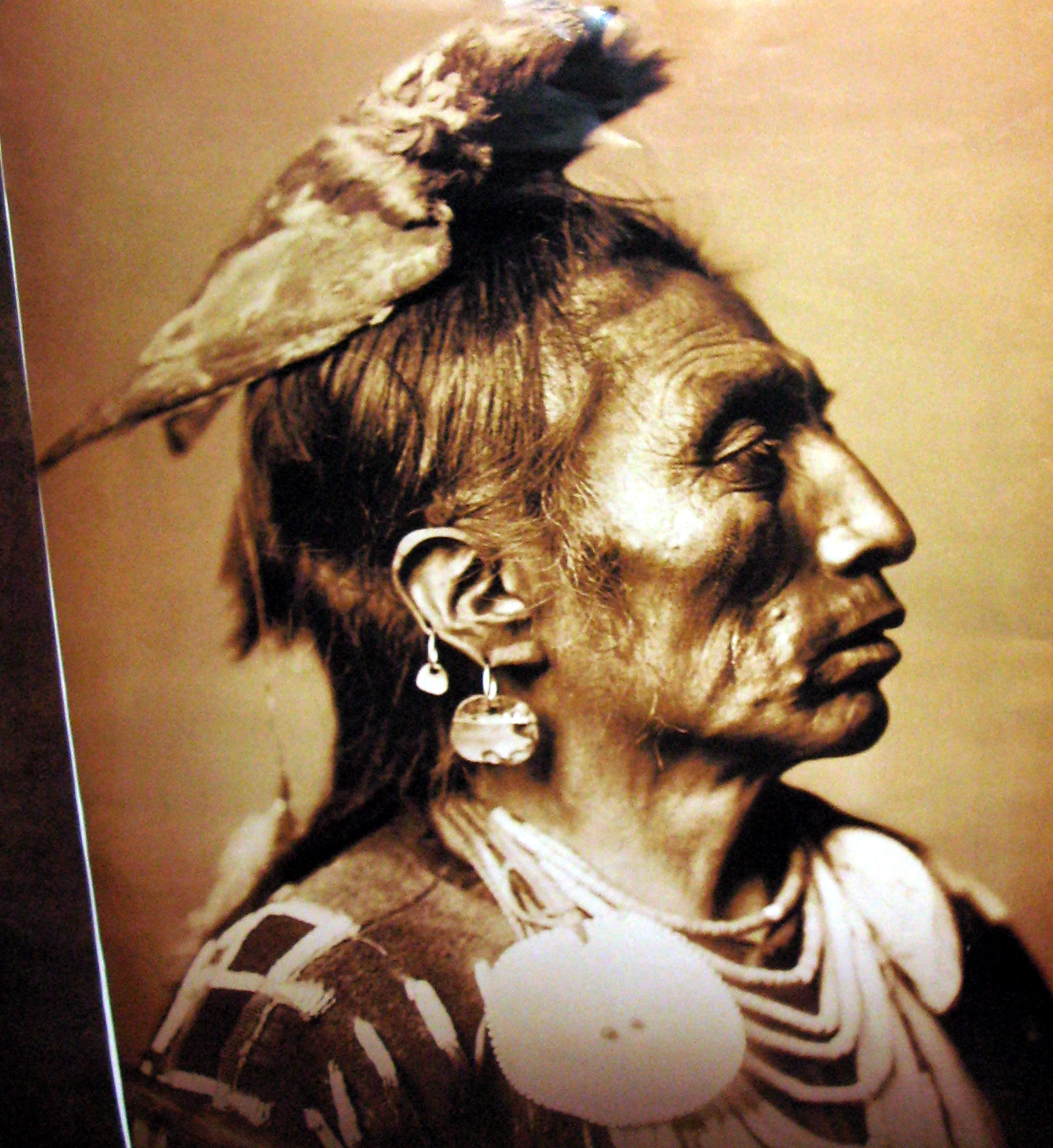
Indijanac

## 延伸閱讀
- Hamilton, Charles (ed) (1950). Cry of the Thunderbird; the American Indian's own story. New York: Macmillan Company

## 外部連結
- America's Stone Age Explorers （页面存档备份，存于），出自PBS的電視劇Nova（英语：Nova (TV series)）
- A History of the Native People of Canada （页面存档备份，存于），出自加拿大历史博物馆
- Indigenous Peoples in Brazil （页面存档备份，存于），出自the Instituto Socioambiental (ISA)
- 史密森尼学会的National Museum of the American Indian官方網站 （页面存档备份，存于）
- Chamberlain, Alexander Francis. .  (第11版). London. 1911.